# 奥村千太郎
奥村 千太郎（おくむら せんたろう、1877年8月23日 - 1954年5月14日）は、日本の政治家。衆議院議員（1期）。

## 経歴
滋賀県出身。1897年、東京専門学校政治経済科卒。大阪朝日新聞記者、同客員となる。中国に渡り、天津取引所常務取締役、天津信託(株)取締役、天津商業会議所評議員となる。
1920年の第14回衆議院議員総選挙において滋賀4区から無所属で立候補して当選する。衆議院議員を1期務め、1924年の第15回衆議院議員総選挙には立候補しなかった。1954年に死去した。